# 梁语嫣
梁语嫣（Neo Yu Yan Vanessa，1987年6月19日—），新加坡女子羽毛球運動員，擅長雙打項目。現已退役。

## 簡歷
梁语嫣8岁开始练球，17岁成为全职球员。
2006年，梁语嫣代表新加坡參加多哈亞運會羽毛球比賽，與隊友合作奪得女子團體賽銅牌。
2013年8月，梁语嫣參加中國廣州舉行的世界羽毛球錦標賽，與丹尼·巴瓦·克里斯南塔以14號種子身分出戰混合雙打項目，他們在首圈輪空，但在第二圈就以0比2（19-21、13-21）不敵韓國的申白喆/嚴惠媛出局。
2015年8月，梁语嫣參加印尼雅加達舉行的世界羽毛球錦標賽，與欣塔·穆利亚·萨里合作出戰女子雙打項目，首圈就以1比2（21-19、20-22、19-21）不敵馬來西亞的李明艷/林芸如出局。

## 主要比賽成績
只列出曾進入準決賽的國際賽事成績：
| 年份   | 賽事                     | 公開賽級別 | 項目     | 拍檔                 | 成績   |
| ------ | ------------------------ | ---------- | -------- | -------------------- | ------ |
| 2007年 | 荷蘭羽毛球大獎賽         | 大獎賽     | 女子雙打 | 欣塔·穆利亚·萨里     | 準決賽 |
| 2008年 | 馬來西亞羽毛球國際挑戰賽 | 國際挑戰賽 | 女子雙打 | 刘帆                 | 準決賽 |
| 2008年 | 馬來西亞羽毛球國際挑戰賽 | 國際挑戰賽 | 混合雙打 | 丹尼·巴瓦·克里斯南塔 | 亞軍   |
| 2008年 | 越南羽毛球大獎賽         | 大獎賽     | 女子雙打 | 刘帆                 | 準決賽 |
| 2008年 | 越南羽毛球大獎賽         | 大獎賽     | 混合雙打 | 里基·维迪安托        | 亞軍   |
| 2009年 | 馬來西亞羽毛球黃金大獎賽 | 黃金大獎賽 | 女子雙打 | 刘帆                 | 準決賽 |
| 2010年 | 印度羽毛球大獎賽         | 大獎賽     | 混合雙打 | 查特·奇雅加特        | 準決賽 |
| 2011年 | 紐西蘭羽毛球國際挑戰賽   | 國際挑戰賽 | 混合雙打 | 丹尼·巴瓦·克里斯南塔 | 冠軍   |
| 2011年 | 白夜羽毛球賽             | 國際挑戰賽 | 混合雙打 | 丹尼·巴瓦·克里斯南塔 | 冠軍   |
| 2011年 | 比利時羽毛球國際賽       | 國際挑戰賽 | 女子雙打 | 陈嘉园               | 準決賽 |
| 2011年 | 比利時羽毛球國際賽       | 國際挑戰賽 | 混合雙打 | 丹尼·巴瓦·克里斯南塔 | 冠軍   |
| 2011年 | 越南羽毛球大獎賽         | 大獎賽     | 混合雙打 | 丹尼·巴瓦·克里斯南塔 | 準決賽 |
| 2011年 | 哈爾科夫羽毛球國際賽     | 國際挑戰賽 | 混合雙打 | 丹尼·巴瓦·克里斯南塔 | 準決賽 |
| 2011年 | 新加坡羽毛球國際系列賽   | 國際系列賽 | 女子雙打 | 鄒美君               | 準決賽 |
| 2012年 | 越南羽毛球國際挑戰賽     | 國際挑戰賽 | 混合雙打 | 丹尼·巴瓦·克里斯南塔 | 亞軍   |
| 2012年 | 馬來西亞羽毛球黃金大獎賽 | 黃金大獎賽 | 混合雙打 | 丹尼·巴瓦·克里斯南塔 | 準決賽 |
| 2012年 | 泰國羽毛球黃金大獎賽     | 黃金大獎賽 | 混合雙打 | 丹尼·巴瓦·克里斯南塔 | 準決賽 |
| 2012年 | 碧特博格羽毛球黃金大獎賽 | 黃金大獎賽 | 混合雙打 | 查特·奇雅加特        | 準決賽 |
| 2012年 | 印度羽毛球黃金大獎賽     | 黃金大獎賽 | 混合雙打 | 丹尼·巴瓦·克里斯南塔 | 準決賽 |
| 2013年 | 馬來西亞羽毛球黃金大獎賽 | 黃金大獎賽 | 女子雙打 | 姚蕾                 | 準決賽 |
| 2013年 | 新加坡羽毛球國際系列賽   | 國際系列賽 | 女子雙打 | 伏明天               | 亞軍   |
| 2013年 | 倫敦羽毛球黃金大獎賽     | 黃金大獎賽 | 女子雙打 | 伏明天               | 準決賽 |
| 2013年 | 倫敦羽毛球黃金大獎賽     | 黃金大獎賽 | 混合雙打 | 丹尼·巴瓦·克里斯南塔 | 準決賽 |
| 2013年 | 荷蘭羽毛球大獎賽         | 大獎賽     | 混合雙打 | 丹尼·巴瓦·克里斯南塔 | 冠軍   |
| 2014年 | 馬來西亞羽毛球黃金大獎賽 | 黃金大獎賽 | 混合雙打 | 丹尼·巴瓦·克里斯南塔 | 準決賽 |
| 2014年 | 英聯邦運動會羽毛球比賽   | 其他       | 混合團體 | －                   | 銅牌   |
| 2014年 | 澳門羽毛球黃金大獎賽     | 黃金大獎賽 | 混合雙打 | 丹尼·巴瓦·克里斯南塔 | 亞軍   |
| 2015年 | 東南亞運動會羽毛球比賽   | 其他       | 女子團體 | －                   | 銅牌   |
| 2015年 | 巴林羽毛球國際挑戰賽     | 國際挑戰賽 | 混合雙打 | 丹尼·巴瓦·克里斯南塔 | 亞軍   |
| 2015年 | 美國羽毛球國際賽         | 國際挑戰賽 | 混合雙打 | 丹尼·巴瓦·克里斯南塔 | 亞軍   |
| 2015年 | 墨西哥城羽毛球大獎賽     | 大獎賽     | 混合雙打 | 丹尼·巴瓦·克里斯南塔 | 準決賽 |

| 2007-2017年 | 首要超級賽 | 超級賽 | 黃金大獎賽 | 大獎賽 | 國際挑戰賽 | 國際系列賽 | 未來系列賽 | 其他 |

### 奧運會和世錦賽參賽紀錄
|          | 搭檔                 | 2007 | 2008 | 2009 | 2010 | 2011 | 2012 | 2013 | 2014 | 2015 |
| -------- | -------------------- | ---- | ---- | ---- | ---- | ---- | ---- | ---- | ---- | ---- |
| 女子雙打 | 欣塔·穆利亚·萨里     | 32強 | －   | －   | －   | －   | －   | －   | －   | 48強 |
| 女子雙打 | 刘帆                 | －   | －   | 16強 | －   | －   | －   | －   | －   | －   |
| 女子雙打 | 伏明天               | －   | －   | －   | －   | －   | －   | －   | 48強 | －   |
|          |                      |      |      |      |      |      |      |      |      |      |
| 混合雙打 | 丹尼·巴瓦·克里斯南塔 | －   | －   | －   | －   | －   | －   | 32強 | 16強 | 32強 |